# Penelope Heyns
Penelope Heyns, detta Penny (Springs, 8 novembre 1974), è un'ex nuotatrice sudafricana.
Specializzata nella rana ha vinto due medaglie d'oro ai Giochi olimpici di Atlanta 1996 ed è conosciuta per essere l'unica donna nella storia dei Giochi Olimpici ad aver vinto sia i 100 metri sia i 200 metri stile rana, conquistando la prima medaglia d'oro dalla fine dell'apartheid. Si è ritirata dall'attività agonistica nel 2001 e, insieme alla campionessa australiana Leisel Jones, viene riconosciuta come la più grande nuotatrice stile rana nella storia.

## Carriera
Heyns è stata la più giovane componente della squadra olimpica del Sudafrica alle Olimpiadi estive di Barcellona del 1992. Fece anche parte della squadra sudafricana ai Giochi del Commonwealth del 1994, dove vinse la medaglia di bronzo nei 200 metri rana.
Batté il suo primo record del mondo, nei 100 metri rana a Durban nel Marzo del 1996. Penny fu di nuovo parte della squadra olimpica ad Atalanta nel 1996, dove vinse la medaglia d'oro per i 100 metri rana (battendo il record mondiale) e vinse anche la medaglia d'oro nei 200 metri rana (battendo il record olimpico). Questo fece di lei l'unica donna nella storia dei Giochi Olimpici ad aver vinto sia nei 100 metri rana che nei 200 metri.
Durante i Goodwill Games del 1998 a New York, Heyns fissò il record del mondo per i 50 metri stile rana. Nel 1999 Heyns batté undici record mondiali in tre mesi, nuotando in tre continenti differenti. Questo la rese possessore simultaneamente di cinque record mondiali su sei disponibili, un record che non è mai stato eguagliato da nessuno nella storia del nuoto.
Heyns è stata nominata dalla rivista Swimming World come nuotatrice dell'anno nel 1996 e nel 1999. Lei è stata anche membro della squadra olimpica nei Giochi Olimpici di Sydney nel 2000 dove vinse una medaglia di bronzo nei 100 metri rana.
Heyns si è ritirata dallo sport nel 2001. Attualmente è parte della commissione della Federazione Internazionale Nuoto (FINA). Heyns è stata votata 52ª nei Top 100 Grandi sudafricani nel 2004.

## Palmarès
- Giochi olimpici

Atlanta 1996: oro nei 100m rana e nei 200m rana.
Sydney 2000: bronzo nei 100m rana.
- Mondiali in vasca corta

Hong Kong 1999: argento nei 50m rana, nei 100m rana e nei 200m rana.
- Giochi PanPacifici

Atlanta 1995: oro nei 100m rana e argento nei 200m rana.
Fukuoka 1997: argento nei 100m rana.
Sydney 1999: oro nei 100m rana e nei 200m rana.
- Giochi del Commonwealth

Victoria 1994: bronzo nei 100m rana.
- Giochi Panafricani

Harare 1995: oro nei 100m rana, nei 200m rana e nella 4x100m misti.
Johannesburg 1999: oro nei 100m rana, nei 200m rana e nella 4x100m misti.
- Universiadi

Fukuoka 1995: oro nei 100m rana e nei 200m rana.
Sicilia 1997: argento nei 100m rana.
- Vincitrice della Coppa del Mondo di rana nel 1999

## Riconoscimenti
- World Swimmer of the Year: 1996, 1999